# Handtruck

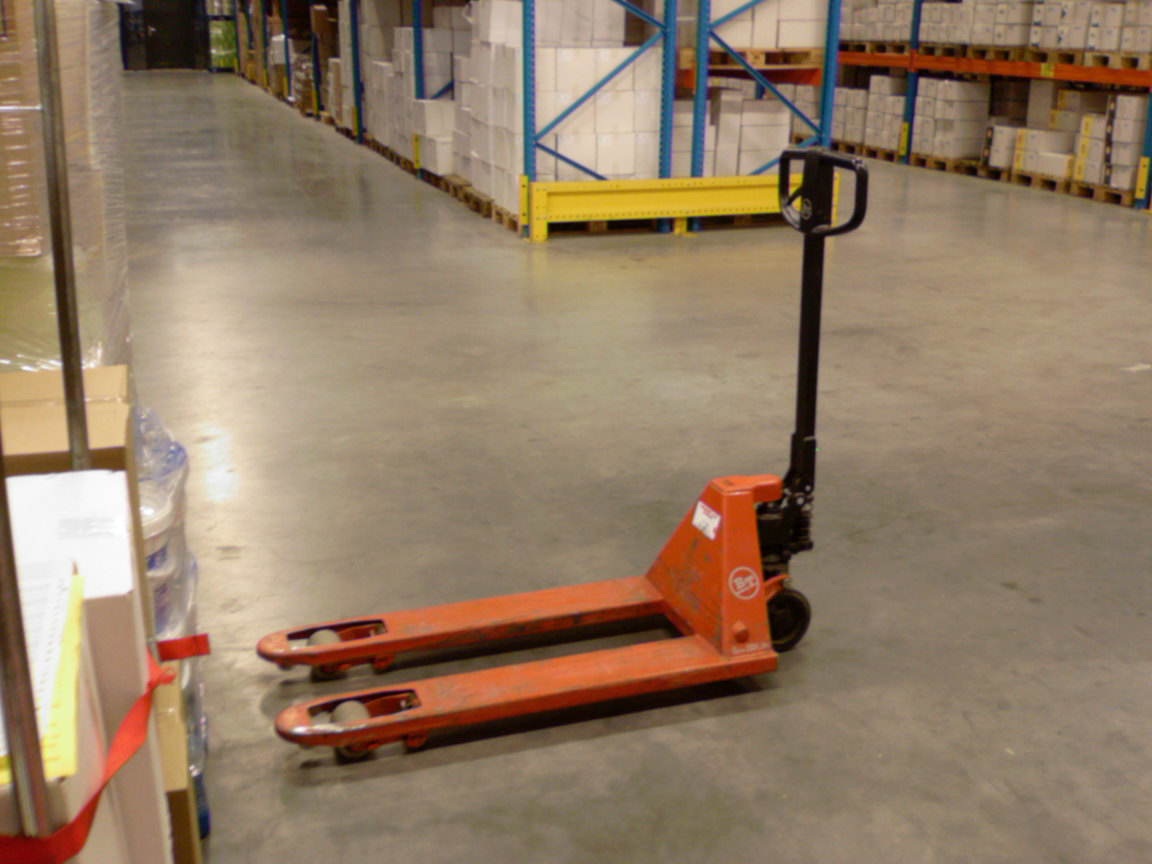
En handtruck

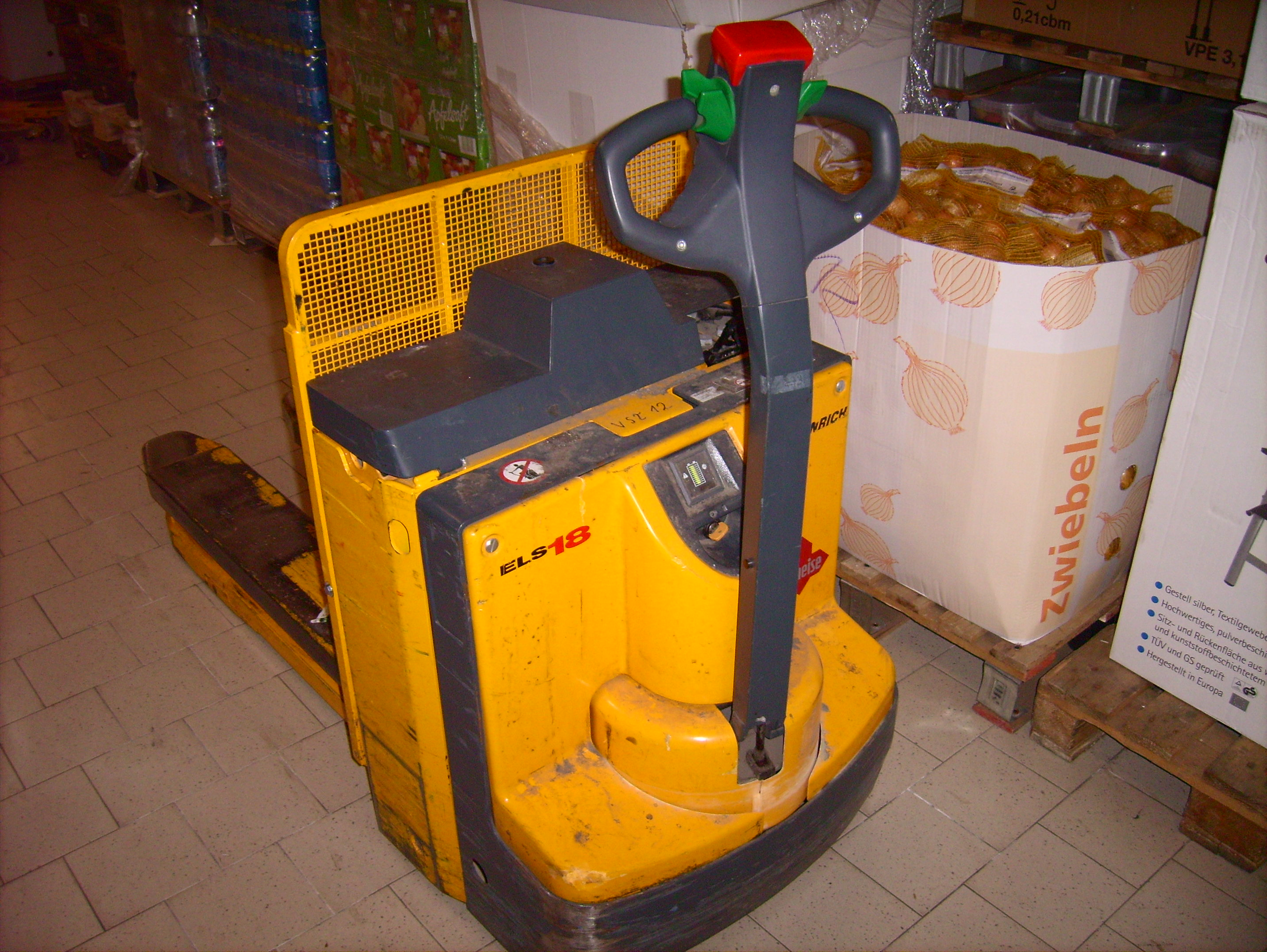
Eldriven handtruck

En handtruck, palltruck, gaffelvagn, pallvagn, palldragare eller pallyft är en vagn som används vid förflyttning av lastpallar i industri, handel eller vid distribution av gods. En handtruck är försedd med två parallella gafflar som bärs upp av hjul i dess bakre respektive främre svängbara del.
Handtruckar finns i olika längder samt för olika totalvikt beroende av godsets vikt samt längd. Handtrucken är hydrauliskt höj- och sänkbar genom att draghandtaget sänks och höjs vid lyft av gods. Handtruckar finns även i utförande höglyftande samt i varianter med elektrisk framdrivning. En handtruck är avsedd att användas på fasta underlag såsom betong eller asfalt med flera. För handhavande av en manuell handtruck krävs inget truckkort-förarbevis.

## Bildgalleri

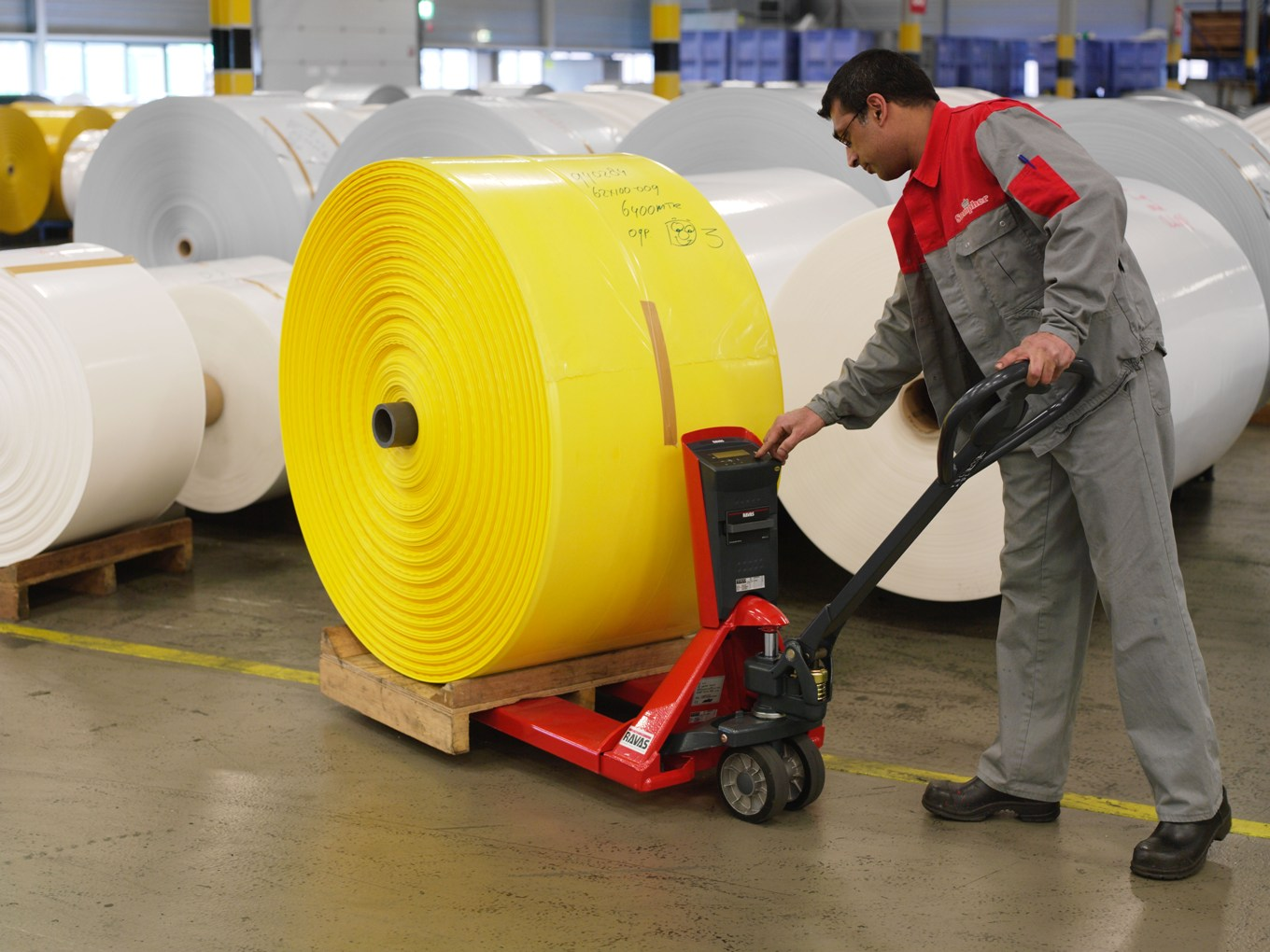
En mindre handtruck med inbyggd våg.
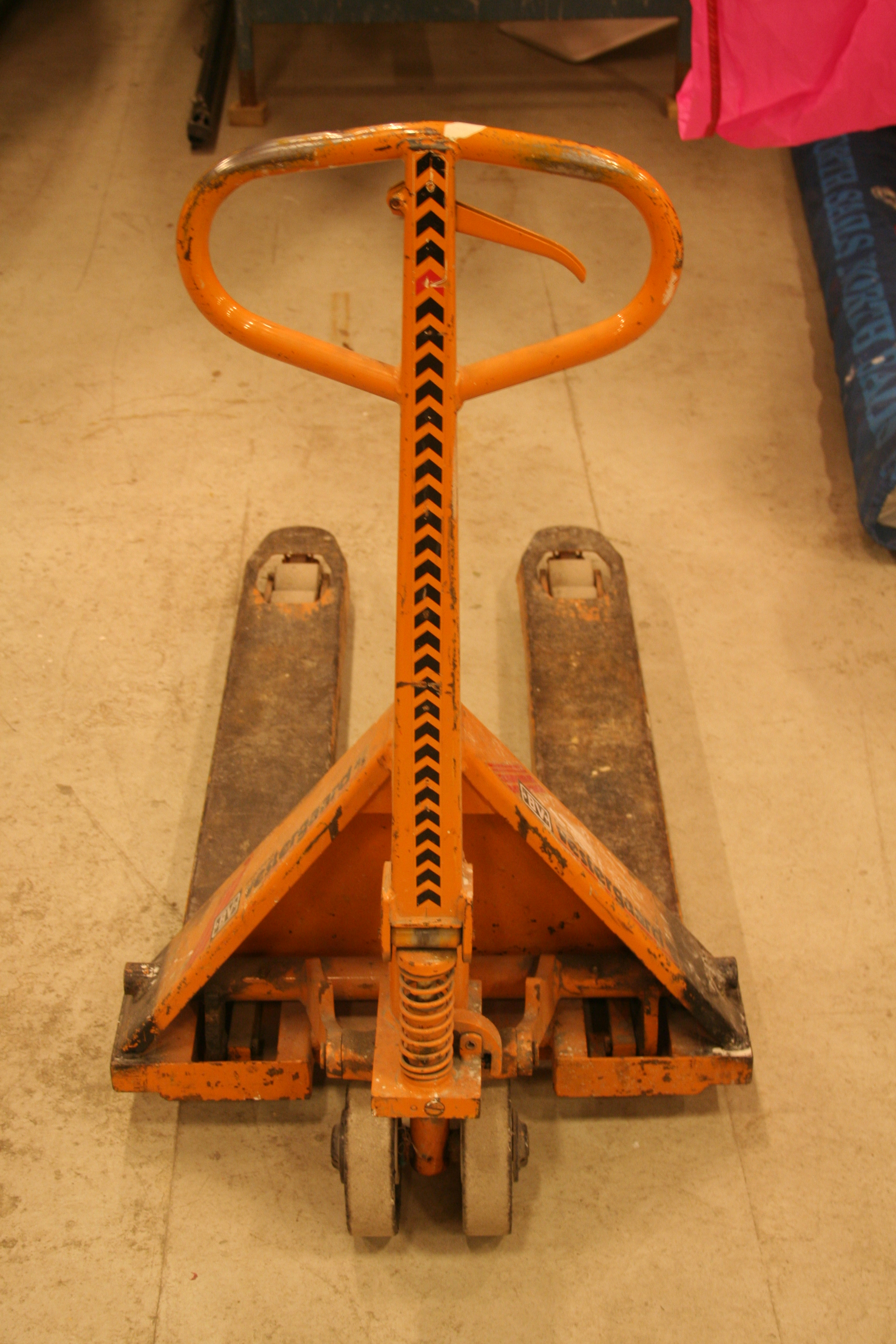
En handtrucks draghandtag samt tvillinghjul.
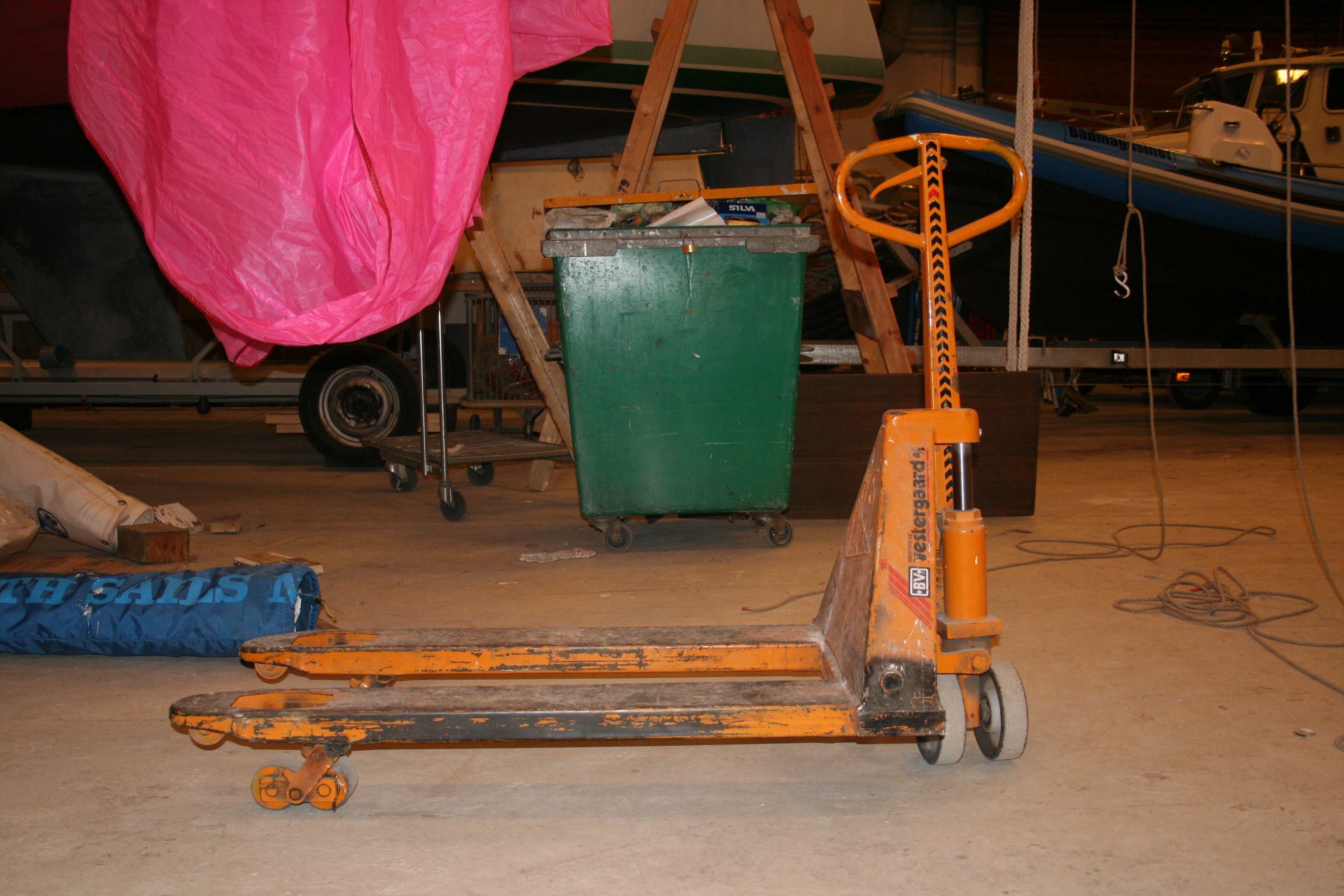
En handtruck i upplyft läge.
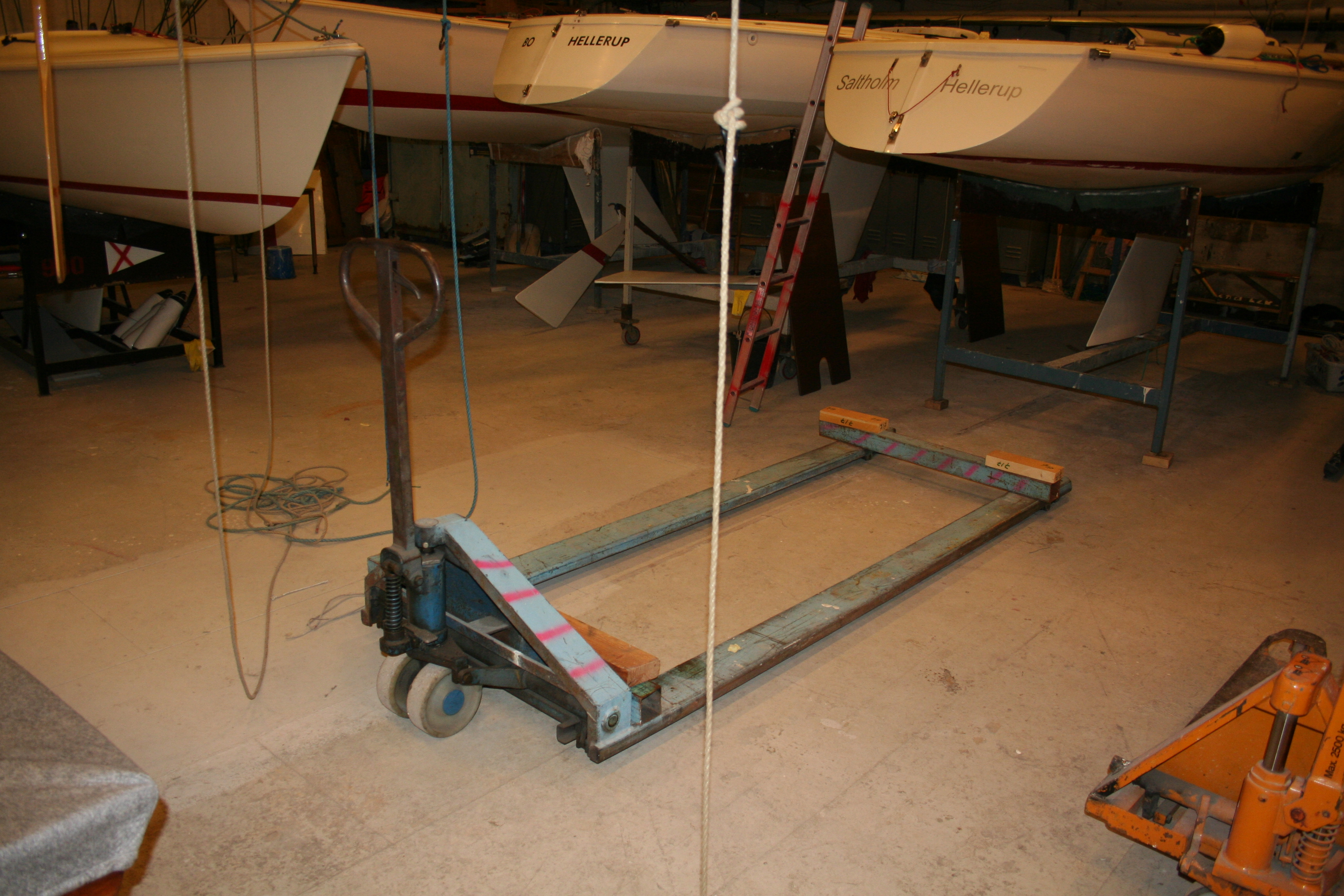
En handtruck modell längre inför flyttning av en båt.

## Övrigt
Ordet "hand truck" är en falsk vän - det är engelska för Säckkärra.